# Постшизофреническая депрессия
Постшизофрени́ческая депре́ссия — затяжная депрессия, возникающая как последствие шизофрении. Неясно, что именно определяет это состояние — действие нейролептиков, процессуальные аффективно-волевые нарушения или что-то иное.

## Описание
При постшизофренической депрессии некоторые симптомы шизофрении сохраняются (как негативные, так и позитивные), но не доминируют в клинической картине. Депрессивный эпизод может проявляться в потере интересов и чувства удовлетворения, пониженном настроении. Снижается физическая и психическая активность, наблюдается низкая работоспособность. Могут присутствовать снижение энергетического потенциала, апатия, агрессивность:161. У больных постшизофренической депрессией высок суицидальный риск.
Постшизофреническая депрессия встречается не менее чем у 25 % больных шизофренией. Факторы, способствующие появлению постшизофренической депрессии: одиночество и социальная изоляция, отсутствие работы, напряжённая обстановка в семье, социальная стигматизация, тягостные побочные эффекты антипсихотиков (нейролептические экстрапирамидные расстройства, когнитивные нарушения, седативный эффект и сонливость).

## Диагностические критерии
Для постановки диагноза по МКБ-10 необходимо соответствие следующим критериям:
- наличие общих критериев шизофрении в прошедшем году
- присутствие некоторых симптомов шизофрении в настоящее время (по меньшей мере одного)
- симптомы депрессивного эпизода (начиная с лёгкого — F32.0) являются доминирующими в клинической картине и присутствуют как минимум 2 недели

При исчезновении симптомов шизофрении ставится диагноз «депрессивный эпизод» (F32).

### Дифференциальный диагноз
При начале болезни после 50 лет необходимо исключить деменцию с тельцами Леви.

## Терапия
При лечении постшизофренической депрессии используются трициклические антидепрессанты и нейролептические средства:162.